# Grayia
Sous-famille
Genre
Grayia est un genre de serpents, le seul de la sous-famille des Grayiinae, appartenant à la famille des Colubridae.

## Taxinomie
Le genre Grayia est parfois classé dans la sous-famille des Lamprophiinae.
Il existe également un genre végétal Grayia, monotypique, concernant l'espèce Grayia spinosa, une plante de la famille des Amaranthaceae.

## Répartition
Les quatre espèces de ce genre se rencontrent en Afrique.

## Liste d'espèces
Selon The Reptile Database (2 août 2011) :
- Grayia caesar (Günther, 1863)
- Grayia ornata (Bocage, 1866)
- Grayia smithii  (Leach, 1818)
- Grayia tholloni Mocquard, 1897

## Publications originales
- Günther, 1858 : Catalogue of Colubrine Snakes in the Collection of the British Museum, London, p. 1-281 (texte intégral).
- Meirte, 1992 : Clés de détermination des serpents d'Afrique. Museum Royal d'Afrique Centrale, Tervuren Belgique Annual Series Octavo Science Zoologique, vol. 267, p. 1-152